# Mancal

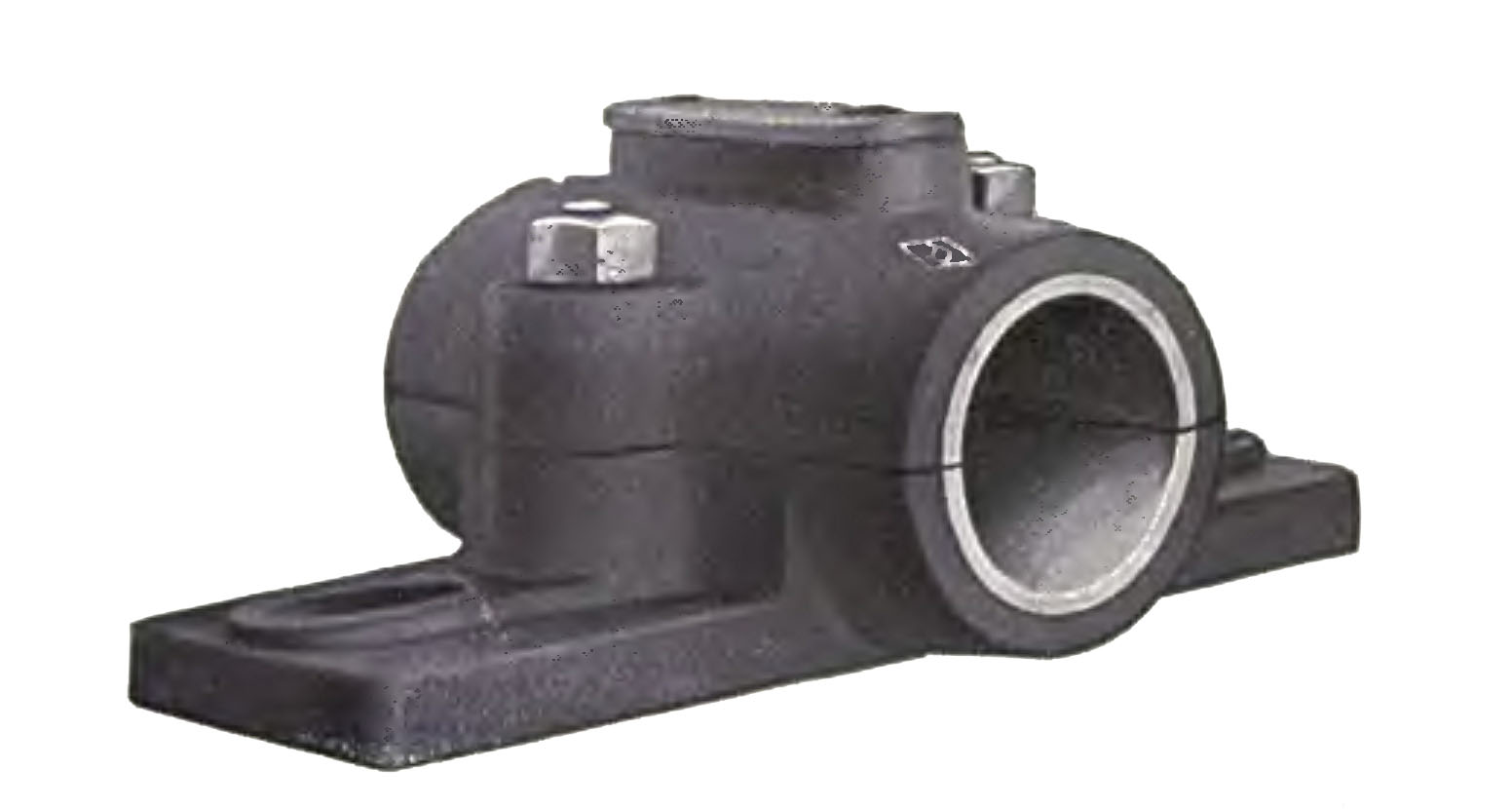
Mancal

Mancal é um dispositivo mecânico fixo, em geral em ferro fundido ou aço, e antigamente também de madeira, onde se apoia um eixo, girante, deslizante ou oscilante. 
Os mancais são compostos por estruturas robustas chamadas de base; e geralmente, essas estruturas são feitas de ferro ou aço. Além disso, eles são utilizados como forma de amortecer vibrações de um determinado sistema.
Para diminuir o atrito, além da lubrificação,  são adotados mecanismos intermediários entre o eixo e a peça:
- Bronzina (Mancal de Munhão): entre o eixo e o mancal, é colocada uma peça de  material menos resistente do que os dois elementos, de tal forma que, quando o eixo gira, é o munhão que se desgasta, e não o eixo ou o mancal, é muito utilizado no virabrequim (árvore de manivelas ou cambota) de motores de combustão interna, onde costuma ser de bronze;[5]
- Rolamento (Mancal de Rolamento): entre o mancal e o eixo é instalado um rolamento;[6]
- Camada de fluido (Mancal Hidrodinâmico), que cria uma pequena camada entre o mancal e o eixo, diminuindo o atrito. Pequenos canais no munhão permitem a passagem do lubrificante;[7]
- Campo magnético (Mancal Magnético): é constituído por dois elementos, um acoplado no eixo e o outro no mancal, que criam campos magnéticos da mesma polaridade, de tal forma que se repelem, permitindo desta forma que o eixo fique sem contato com o mancal.